# Newton (Blake)
Newton è un monotipo di William Blake risalente al 1795, anche se venne riprodotto e ristampato nel 1805. È attualmente custodito alla Tate Gallery di Londra.

## Descrizione
L'opera è un monotipo, ovvero un'incisione stampata con successiva applicazione del colore; fa parte di una serie di 12 opere prodotte con la medesima tecnica tra il 1795 ed il 1805, tra le quali si trovano le rappresentazioni su Nabucodonosor II.
L'uomo rappresentato nella raffigurazione è Isaac Newton, il celeberrimo fisico e matematico inglese; egli è ritratto seduto su una roccia che si sviluppa dal lato sinistro del dipinto, ricoperta di alghe e altri residui che richiamano l'ambiente marino. Newton è nudo, ripiegato su se stesso completando idealmente la forma del masso che lo sostiene; il suo sguardo è rivolto verso il basso, su disegni e diagrammi che sta analizzando con un compasso.